# Pierrick Cros (Fußballspieler, 1991)
Pierrick Cros (* 23. Juni 1991 in Albi) ist ein französischer Fußballtorwart.

## Vereinskarriere
Cros begann das Fußballspielen in der Jugend zweier Dorfvereine im südfranzösischen Département Tarn, ehe er im Sommer 2005 zu einem Amateurverein aus der Großstadt Toulouse wechselte. Dort wurde er vom FC Sochaux entdeckt und 2006 in die Nachwuchsabteilung des ostfranzösischen Profiklubs aufgenommen. Während der Saison 2009/10 wurde der Torwart bereits einige Male in den Kader der Erstligamannschaft berufen und war ab dem Sommer 2010 Ersatztorwart hinter Matthieu Dreyer. Am 30. Oktober 2010 debütierte er mit 19 Jahren bei einer 1:2-Niederlage gegen Olympique Lyon in Frankreichs höchster Spielklasse und avancierte vorübergehend zum Stammspieler auf der Torwartposition, wurde dann jedoch vom Stammtorwart der Vorjahre Teddy Richert wieder verdrängt. Infolgedessen wurde er nur selten aufgeboten, bevor Richert zur Sommerpause 2012 seine Laufbahn beendete. In der Anfangsphase der Saison 2012/13 stand Cros mehrfach in der ersten Elf, zog sich jedoch im Oktober 2012 einen schwerwiegenden Kreuzbandriss zu.
Der Kreuzbandriss im linken Knie setzte ihn monatelang außer Gefecht, wobei teils sogar das Ende seiner Profikarriere vorausgesagt wurde. Cros schaffte jedoch die Rückkehr in den Kader, wenngleich er sich anschließend nicht erneut etablieren konnte und nur noch wenige Einsätze bestritt. 2014 wechselte er zum belgischen Erstligisten Royal Mouscron-Péruwelz und erhielt bei diesem regelmäßig Spielpraxis. Dennoch blieb er nach dem Auslaufen seines Vertrags im Sommer 2015 zunächst ohne neuen Verein. Bei seinem früheren Klub aus Sochaux durfte er sich während dieser Zeit zumindest fit halten. Im Januar 2016 verpflichtete ihn der französische Zweitligist Red Star Paris als zweiten Torwart hinter Stammkeeper Arnaud Balijon. Bei Red Star wurde er zum Mannschaftskollegen des ein Jahr jüngeren gleichnamigen Feldspielers Pierrick Cros. Nach einem guten Abschneiden in der Saison 2015/17 stieg er mit Red Star in der folgenden Spielzeit in die dritte Liga ab.

## Nationalmannschaft
Am 16. November 2010 debütierte Cros bei einem 1:0-Sieg gegen Montenegro für die französische U-20-Mannschaft. Zu Beginn des nachfolgenden Jahres bestritt er zwei weitere Partien für die U-20 und kassierte lediglich beim 2:1-Erfolg gegen England einen Gegentreffer. Zu weiteren Berufungen in die Jugendmannschaften Frankreichs kam er danach jedoch nicht mehr.